# Leonel Almeida
Leonel Almeida (São Vicente, 1952) é um cantor caboverdiano.

Aos 17 anos começou a sua carreira musical enquanto membro do grupo Birds, ao lado do famoso guitarrista e produtor Paulino Vieira. Depois de terem gravado numerosas versões de canções de outros grupos, Leonel Almeida foi chamado para o exército português quando tinha 20 anos. Esta experiência foi um ponto de viragem na sua vida, a partir do qual despertou politicamente e passou a cantar canções de intervenção.
Juntou-se mais tarde ao grupo Voz de Cabo Verde, onde trabalhou com o lendário saxofonista Luís Morais. Juntou-se ao grupo na sua turné pela Europa, Estados Unidos da América e África, tendo gravado alguns álbuns como vocalista principal.
Hoje, Leonel Almeida vive em Lisboa, onde se mantém activo como intérprete musical e como especialista em culinária africana, o seu passatempo.